# Maria Bazeluk
Maria Bazeluk (ukr. Марія Базелюк, ur. 1903, zm. 1956) – ukraińska rolniczka odznaczona Medalem Virtus et Fraternitas.

## Życiorys
Od listopada 1943 r. do kwietnia 1944 r., wspólnie z mężem Petrem Bazelukiem ukrywała w swoim gospodarstwie w Butejkach na Rówieńszczyźnie Polaków Mieczysława Słojewskiego i jego syna Edwarda przed prześladowaniami ze strony UPA. Mimo kilkukrotnych rewizji, UPA nie odkryło schronienia Polaków. Po zakończeniu działań wojennych Słojewscy wyjechali na Dolny Śląsk, natomiast Maria Bazeluk pozostała w Butejkach.
W 2021 roku pośmiertnie została odznaczona przez Prezydenta RP Andrzeja Dudę Medalem Virtus et Fraternitas.